# 匈牙利柱

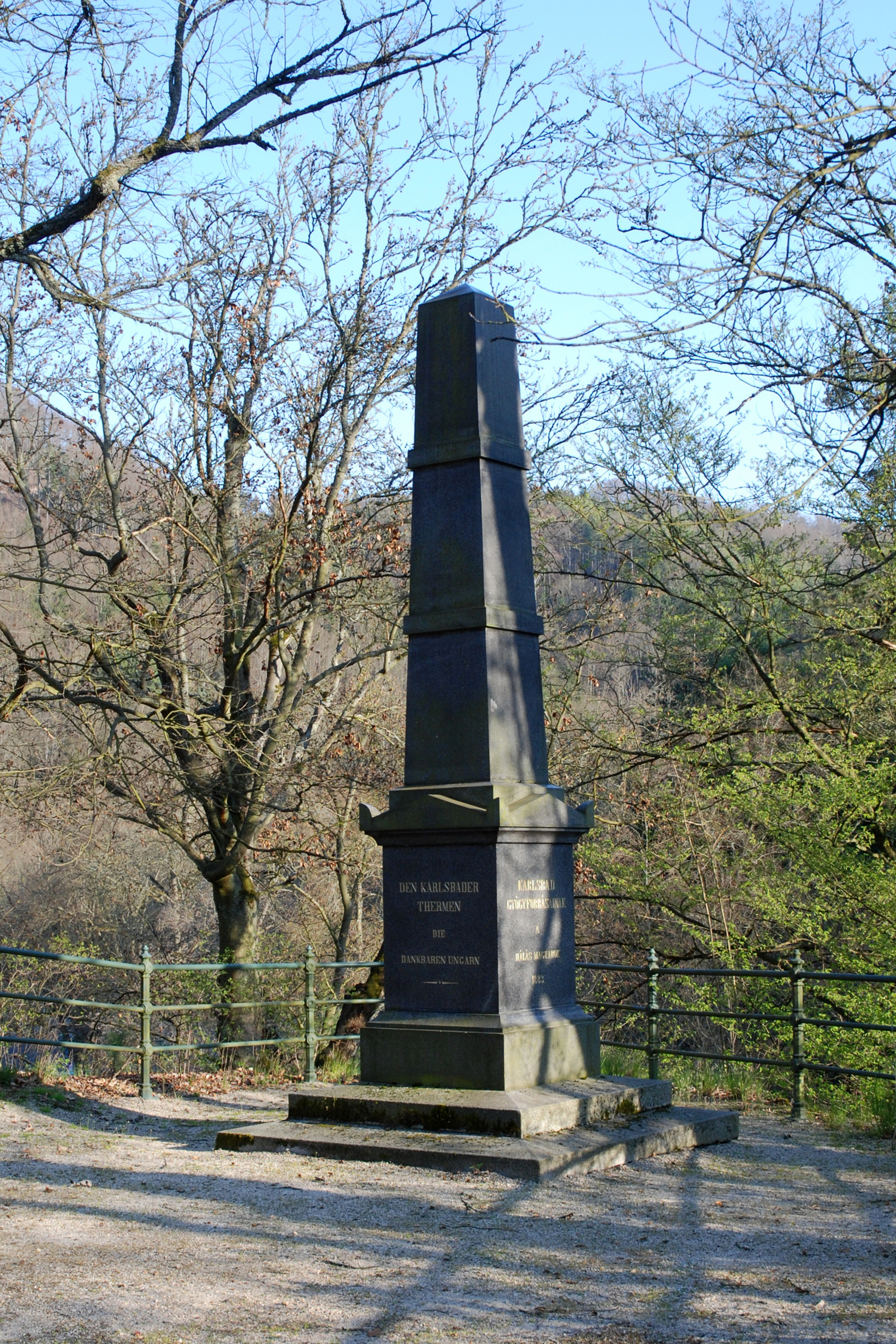

匈牙利柱（捷克語：Sloup vděčných Maďarů）是捷克卡罗维发利的一根花岗岩柱（方尖碑），位于城南帝国酒店（hotelem Imperial）下方泰普拉河右岸斜坡上。
匈牙利柱立于1883年，由感恩水疗中心的客人竖立。正方形基座的三面刻有三种语言的金色铭文（德语、匈牙利语和法语）。底座背面的镀金铭文标明作者特鲁格（L.Tröger）。